# A Needle Woman

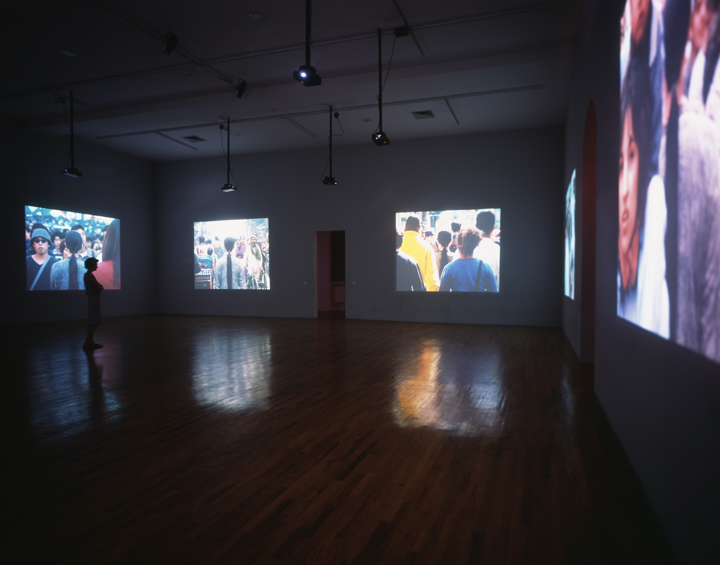
Kimsooja, A Needle Woman, installation Moma PS1, 2001

 (novembre 2020).
A Needle Woman (littéralement Une couturière) est une installation vidéo présentée par l'artiste Kimsooja.

## Description
Présentée à plusieurs reprises, cette installation vidéo l'a été dans sa version la plus aboutie à l'InterCommunication Center de Tokyo, au printemps 2000. Elle fut ensuite présentée à Moma PS1 en 2001, au Kunsthalle Bern en 2001, et fut l'objet d'une presentation sur la façade de l'Hôtel de ville de Paris, à l'occasion de La Nuit Blanche en 2009
Apparaissant filmée de dos, vêtue d'une longue robe noire, sur six écrans disposés en rectangle, l'artiste se dévoile dans divers paysages urbains ou naturels : debout dans une rue passagère à New York, à Delhi, à Shanghai, à Tokyo ; allongée, seule, sur un rocher à Kitakyūshū, au Japon ; debout de nouveau et seule encore, devant la Jamuna, une rivière du Bangladesh.
Particulièrement troublante, surtout dans les scènes de rue où elle contraste avec le mouvement ambiant des passants, cette position immobile explicite en partie le titre donné à l'œuvre. Le terme needle aiguille, désigne l'outil de la couturière mais aussi la pointe du compas ou de la boussole.
Ainsi mise en évidence, amplifiée par l'absolue rigidité de la pose et le silence de la projection, cette position d'un corps solitaire au cœur de la mobilité des hommes comme des choses ne manque pas de saisir le spectateur.
On peut songer à la figure classique du Bouddha alangui (le Parinirvâna), observant le monde de la Création. On peut aussi lire une telle séquence en mettant en balance, d'un côté la réalité du monde, forte de sa densité et de ses rythmes incommensurables à ceux de l'humanité, et, de l'autre, notre position toujours en quête de fusion et d'harmonie.
Le tout valant pour un acte résolu de présence, un « Je suis là ».[Quoi ?]
Dans cette installation le corps « d'expériences » (et non le corps fictif ou idéalisé) est valorisé, un corps luttant contre les diverses formes de conditionnement, vivant le monde, à sa mesure, en réduisant le plus possible l'espace de l'aliénation.